# Alalay
Alalay är en ort i Bolivia.   Den ligger i departementet Cochabamba, i den centrala delen av landet, 160 kilometer norr om huvudstaden Sucre. Alalay ligger 3 993 meter över havet och antalet invånare är 638.
Terrängen runt Alalay är huvudsakligen kuperad, men åt nordväst är den bergig. Alalay ligger uppe på en höjd. Runt Alalay är det glesbefolkat, med 10 invånare per kvadratkilometer.. Närmaste större samhälle är Arani, 15,6 kilometer nordväst om Alalay.
Trakten runt Alalay består i huvudsak av gräsmarker.